# Луго (комарка)
Вижте пояснителната страница за други значения на Луго.
Луго (на испански: Lugo; на галисийски: Lugo) е район (комарка) в Испания, част от провинция Луго на автономната област Галисия. Населението е около 28 000 души.

## Общини в района
- Кастроверде
- Корго
- Фриол
- Гунтин
- Луго
- Портомарин
- Рабаде
- Отеро де Рей